# Hezeriș, Timiș
Hezeriș este un sat în comuna Coșteiu din județul Timiș, Banat, România.

## Populație

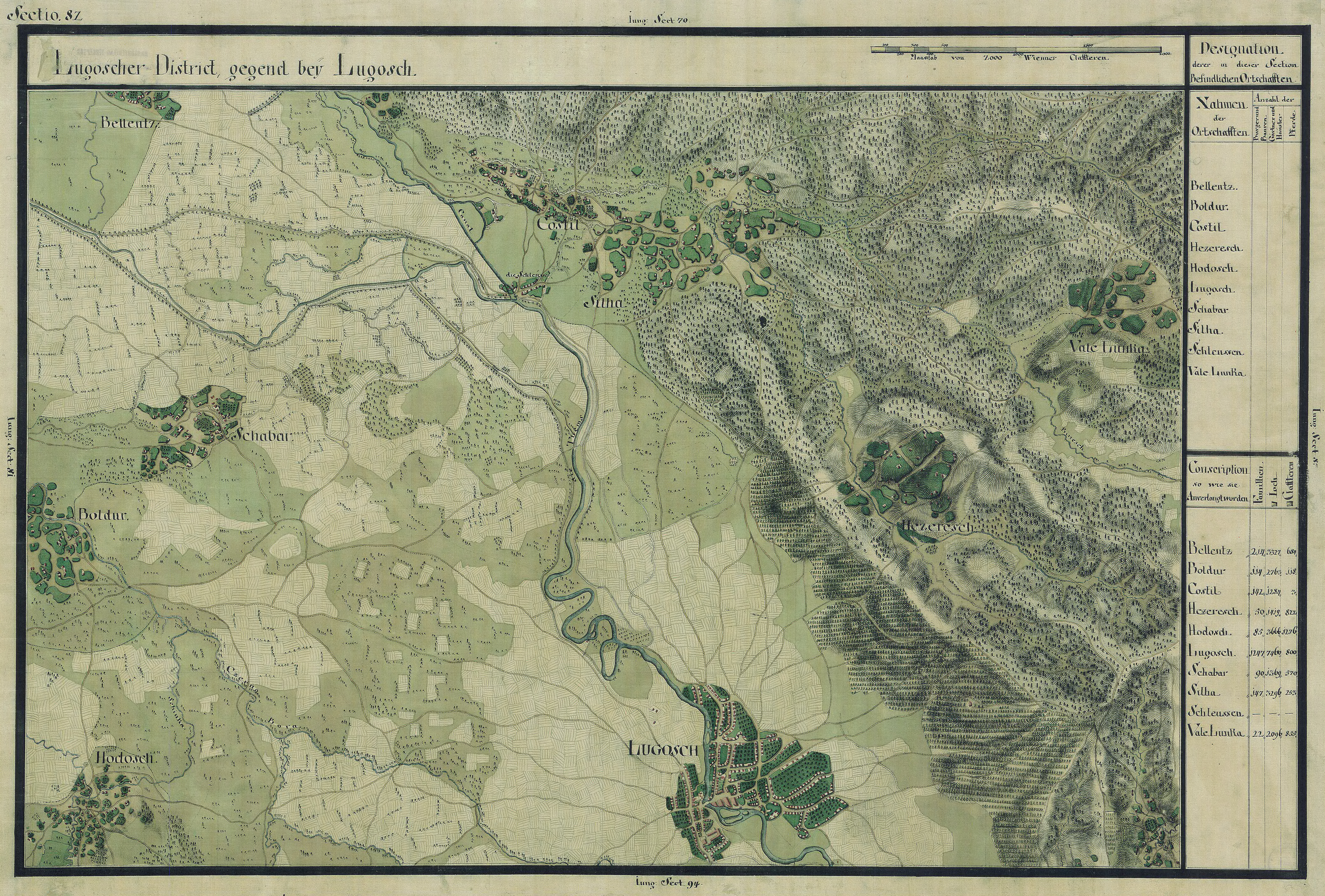
Hezeriş în Harta Iosefină a Banatului, 1769-72

## Obiective turistice
Aici există o biserică ortodoxă din lemn construită în secolul XVIII ce poartă hramul "Adormirea Maicii Domnului".

## Vezi și
- Biserica de lemn din Hezeriș

## Imagini

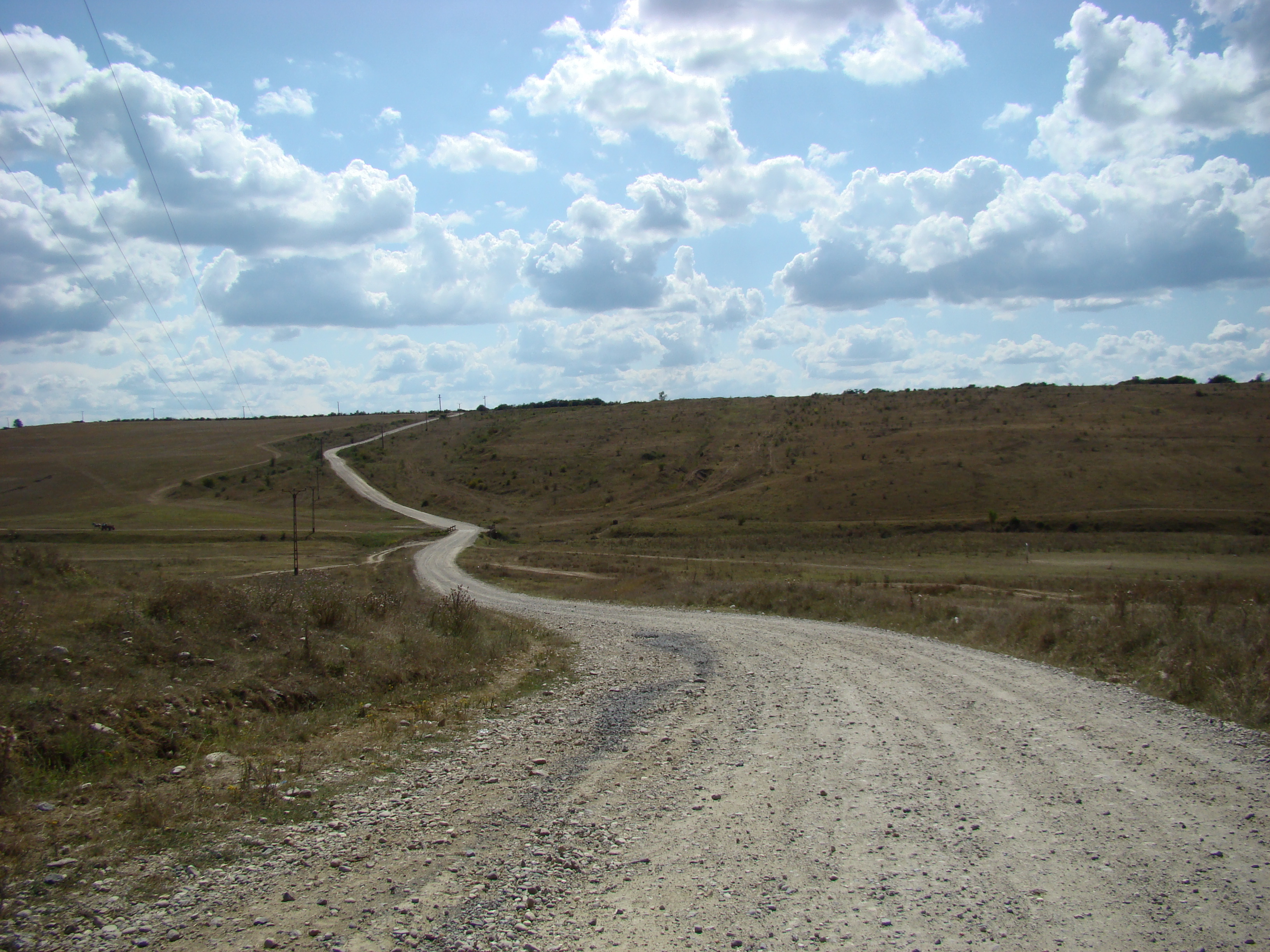
Drumul spre satul Hezeriș
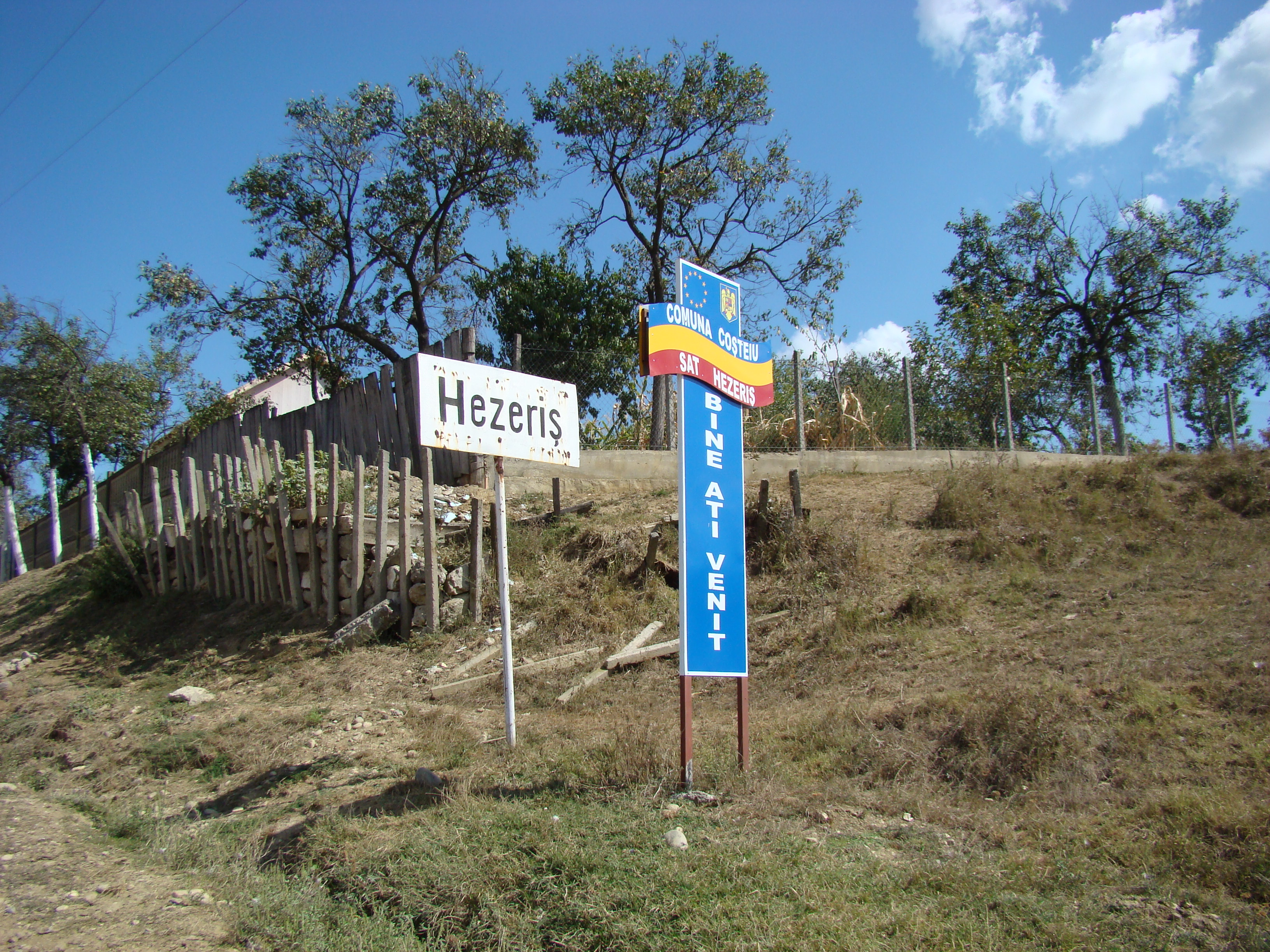
Intrarea în localitate
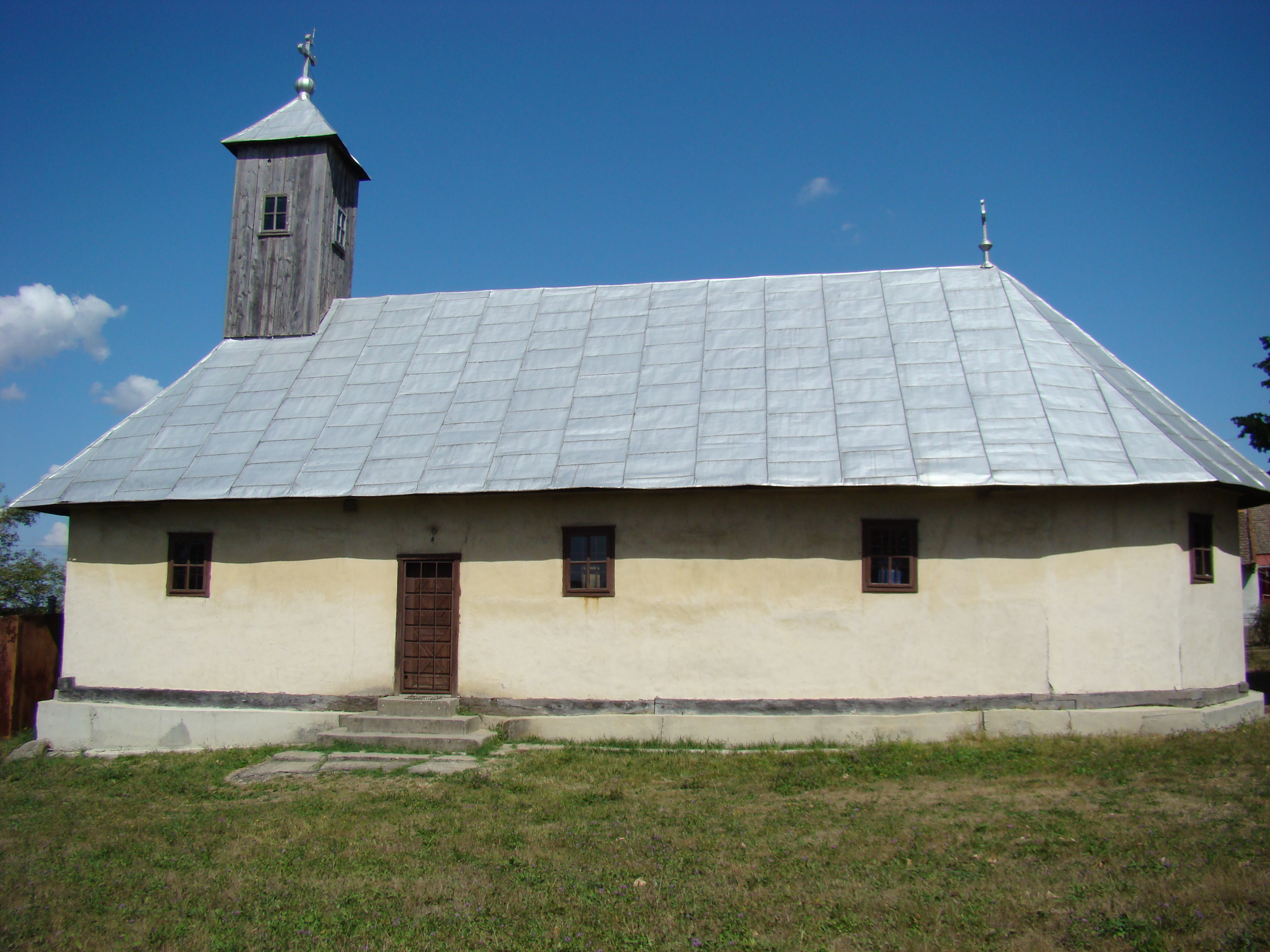
Biserica de lemn (monument istoric)
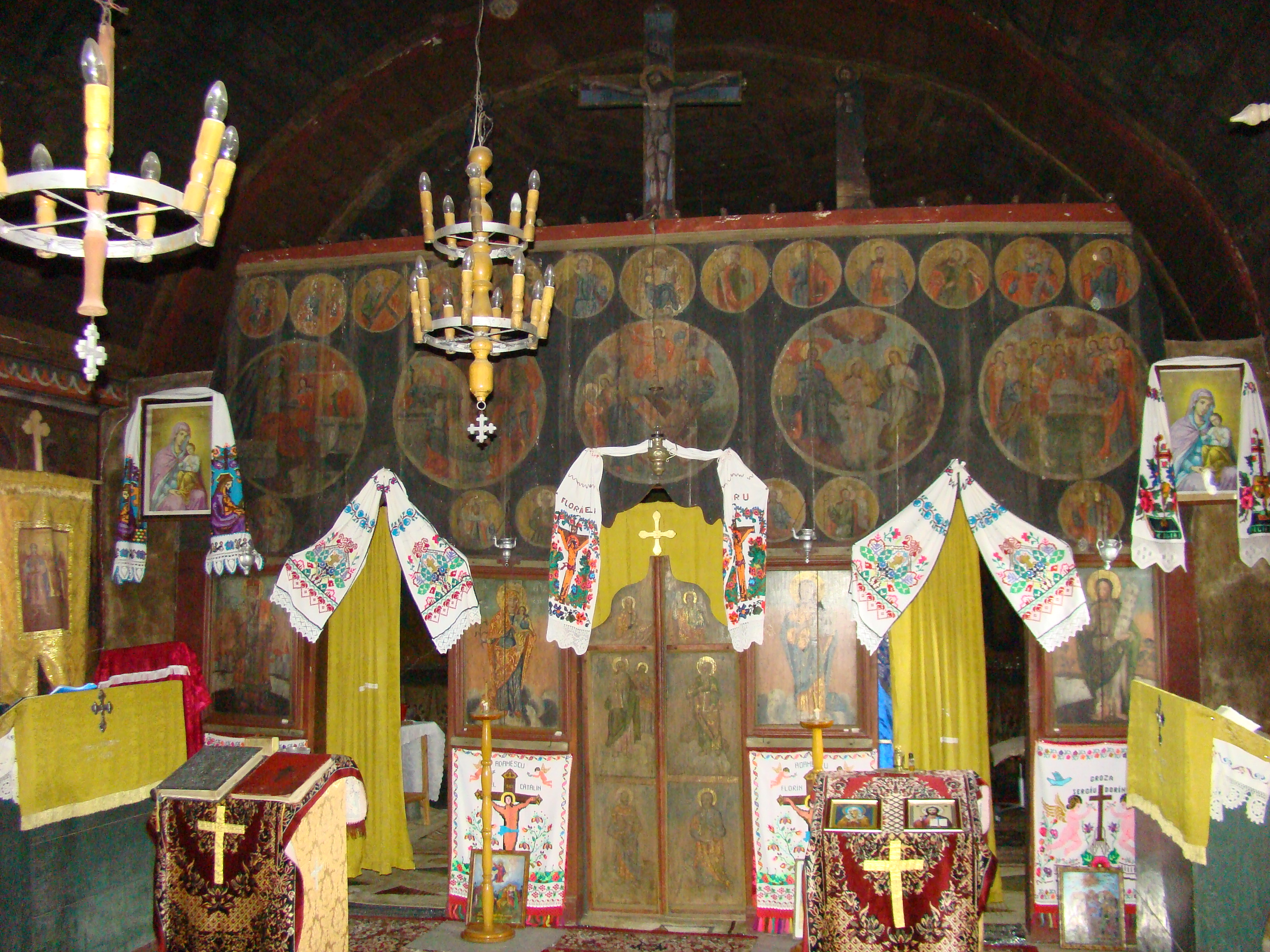
Biserica de lemn (monument istoric)
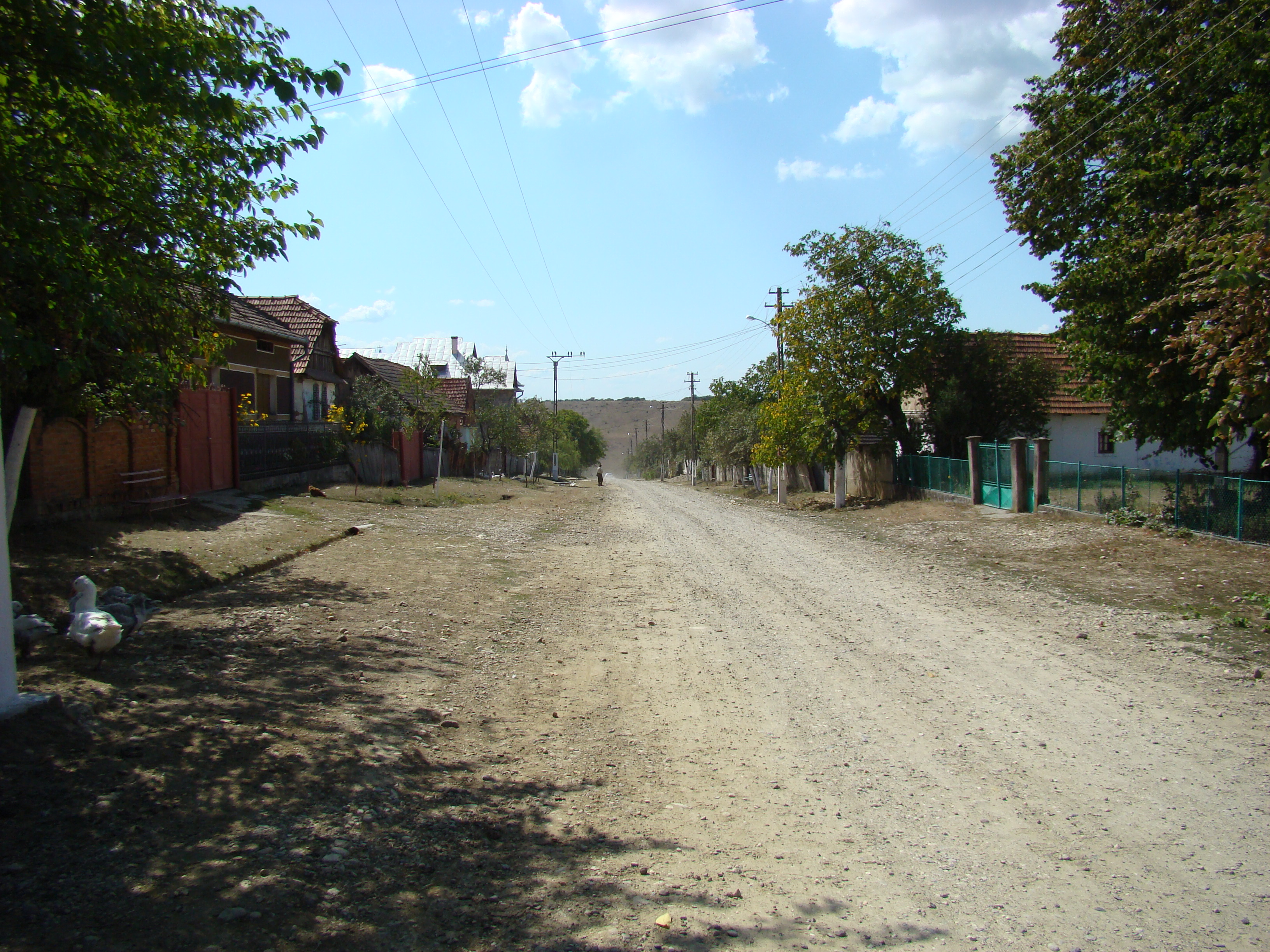
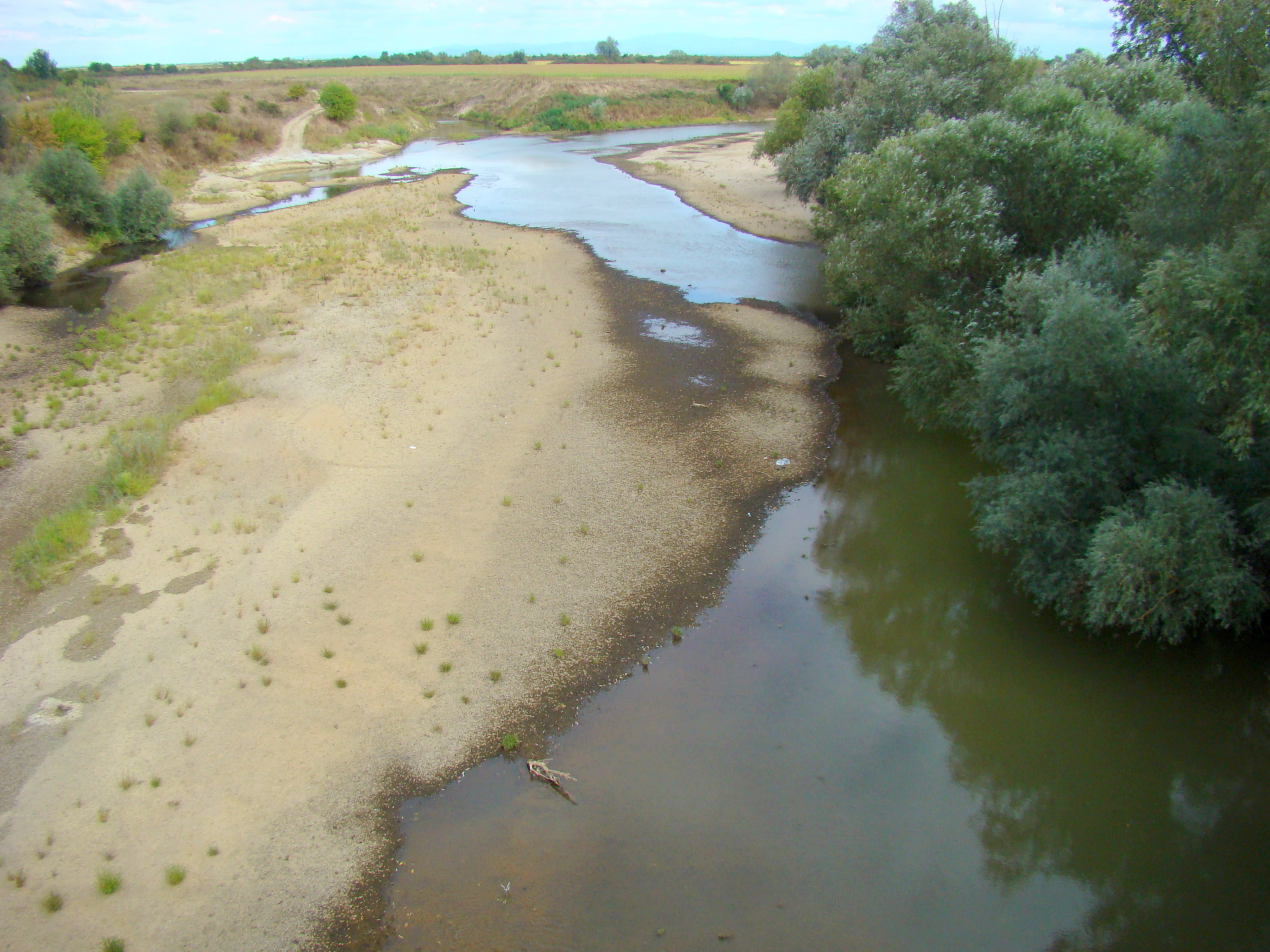
Râul Timiș la Hezeriș
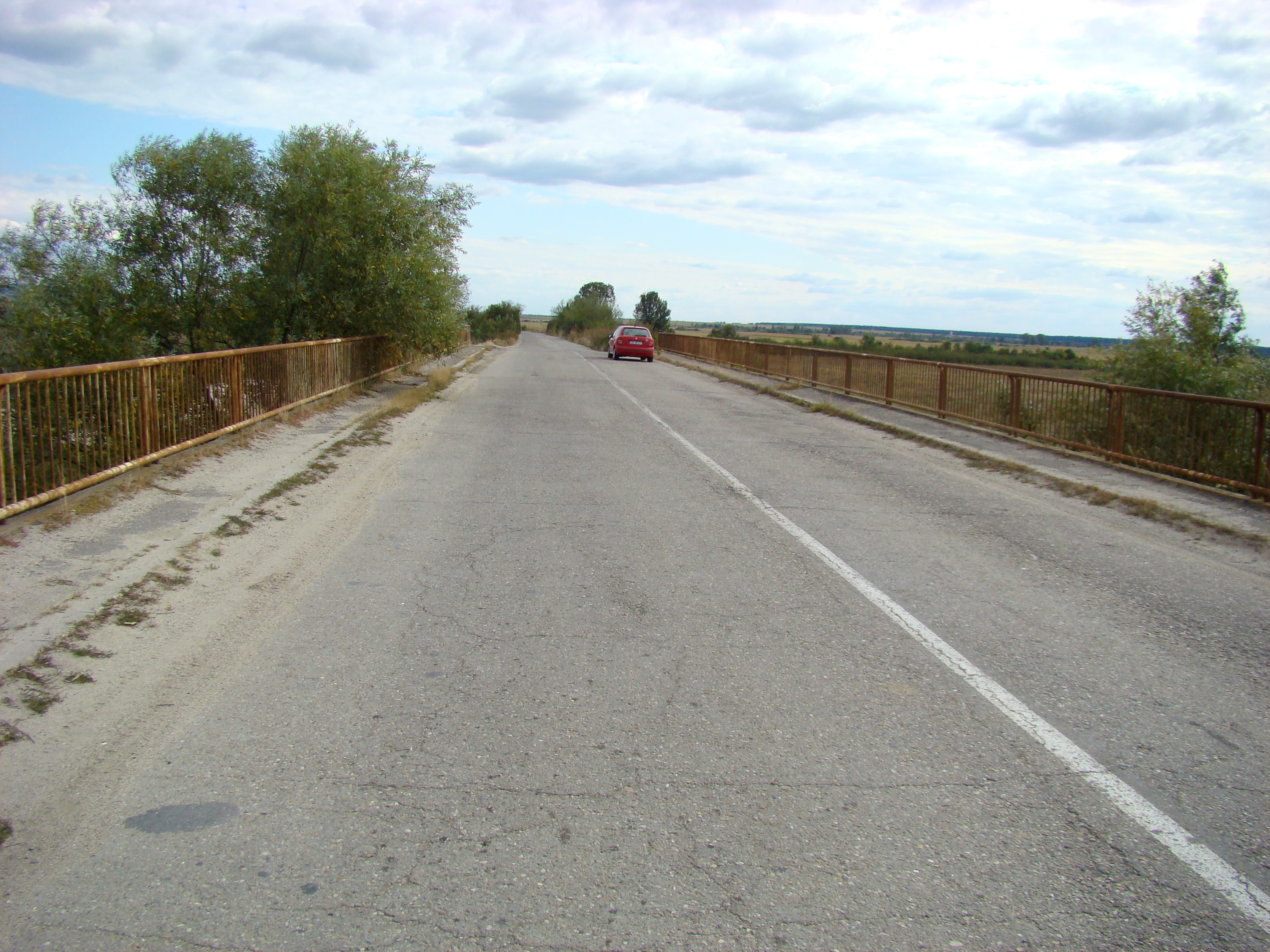
Podul rutier peste râul Timiș